# یواس‌اس ویپاکا (ای‌اوجی-۴۶)
یواس‌اس ویپاکا (ای‌اوجی-۴۶) (به انگلیسی: USS Waupaca (AOG-46)) یک کشتی بود که طول آن 220 ft 6 in بود. این کشتی در سال ۱۹۴۵ ساخته شد.